# أليس كثيف
الأليس الكثيف (باللاتينية: Alyssum condensatum) نوع نباتي حولي يتبع جنس الأليس من الفصيلة الصليبية.

## البيئة والانتشار
موطنه المشرق العربي وتركيا.